# Petar Vučić
Petar Vučić (* 28. Mai 1938 in Glavice bei Sinj, Königreich Jugoslawien) ist ein kroatischer Politiker und Publizist.
Vučić studierte Rechts- und Politikwissenschaften an der Universität Zagreb und war danach als Anwalt tätig. Nach dem Zerfall Jugoslawiens war er am extrem rechten Rand der kroatischen Politik aktiv. Als Vizepräsident der Hrvatski pravaši – Hrvatski pravaški pokret (Kroatische Bewegung des Rechts) setzte sich Vučić für das Zusammenwirken der Bewegung zur Verteidigung der kroatischen Staatsrechte und für die Ausdehnung Kroatiens auf das gesamte „historisch“-kroatische Territorium ein.
Dabei verbindet er die „historischen“ Staatsrechte mit einem völkischen Menschen- und Gesellschaftsbild.
Als Autor mehrerer Artikel und Bücher setzt sich Vučić für die Rehabilitierung der staatspolitischen Ziele der Ustascha und des Unabhängigen Staates Kroatien im Zweiten Weltkrieg sowie für die Rehabilitierung des völkischen Schriftstellers und Ustascha-Ideologen Mile Budak ein. In einer 2000 veröffentlichten Monographie bestreitet er die Existenz eines einheimischen Antisemitismus. Die im Buch vorkommenden antisemitischen Stereotype seien Realitätsbeschreibungen und kein Antisemitismus.